# Leptotarsus (Longurio) stuckenbergi
Leptotarsus (Longurio) stuckenbergi is een tweevleugelige uit de familie langpootmuggen (Tipulidae). De soort komt voor in het Afrotropisch gebied.